# Camille Chemin et Édouard Pillet
Pour les articles homonymes, voir Chemin (homonymie) et Pillet.
Camille Chemin et Édouard Pillet étaient des soldats du 37e régiment d'infanterie coloniale (16e division d'infanterie coloniale) pendant la Première Guerre mondiale.
Alors que le régiment participe aux combats du Bois-le-Prêtre, à l'été 1915, ils sont condamnés à mort en raison d'une erreur de transmission d'informations. Cette erreur de jugement est désignée parfois comme l'affaire « des gardes sacs ». Camille Chemin était père de cinq enfants, Édouard Pillet, soutien de sa mère infirme et de sa sœur. Ils seront réhabilités en 1934 par une cour spéciale.

## Biographie
Alors que le 37°RIC est au combat à La Fontenelle, commune du Ban de Sapt, région de Saint-Dié des Vosges, au printemps 1915, lors de plusieurs attaques du régiment auquel appartiennent Camille Chemin et Édouard Pillet, leurs sacs restés à l'arrière sont pillés. Pour éviter ces vols, le capitaine désigne en mars 1915 les soldats Chemin et Pillet pour rester à l'arrière et surveiller les sacs. Chemin et Pillet ont été choisis pour assurer cette tâche, à l'abri du front, car ils étaient soutiens de famille. Mais le capitaine change lors d'une nouvelle attaque, et les consignes ne sont pas correctement transmises entre les deux officiers. C'est pourquoi Chemin et Pillet sont considérés en juin comme disparus au front par le nouveau capitaine qui les mentionne comme tels dans son rapport.
Puis le 37e RIC fait mouvement et les soldats Chemin et Pillet réintègrent le régiment. Le colonel du régiment les considère alors comme déserteurs au vu du rapport du capitaine qui les signalait absents.
Ils sont rapidement traduits devant un conseil de guerre le 4 août 1915 pour abandon de poste devant l'ennemi et immédiatement fusillés le 5 août 1915 à Montauville. Camille Chemin suppliera en vain le peloton d'exécution de l'épargner pour ses cinq enfants.

## Réhabilitation
Ils seront réhabilités en 1934, la cour spéciale considérant en effet qu'il s'agit là d'une erreur de transmission d'informations.